# Casa de Bismarck
A Casa de Bismarck é uma família nobre alemã que ganhou destaque no século XIX, em grande parte através das conquistas do estadista Otto von Bismarck. Ele recebeu um título hereditário comital em 1865, o título hereditário de Príncipe de Bismarck em 1871 e o título não hereditário de Duque de Lauemburgo em 1890. Vários descendentes de Otto von Bismarck, nomeadamente o seu filho mais velho, Herbert, Príncipe de Bismarck, também foram políticos. 

## História
A família tem suas raízes na região de Altmark, descendente de Herebord von Bismarck (falecido em 1280), o primeiro detentor verificável do nome, mencionado por volta de 1270 como oficial (Schultheiß) na cidade de Stendal na Marca de Brandemburgo. Sua descendência da pequena cidade vizinha de Bismark é concebível, embora não tenha sido determinada. Herebord era o chefe da Guilda das Costureiras. 
Durante as duas gerações seguintes, a família parece ter ganhado status de cavaleiro. O bisneto de Herebord, Nicolaus (Klaus) von Bismarck, mencionado em 1328 e 1377, era um conselheiro e um defensor leal do margrave Luís I de Wittelsbach, pelo qual desentendeu-se com os revoltosos cidadãos de Stendal e foi compensado com o feudo e a propriedade de Burgstall em 1345. Também faziam parte desta propriedade as aldeias de Briest e Döbbelin, que mais tarde se tornaram sede de dois ramos familiares. 

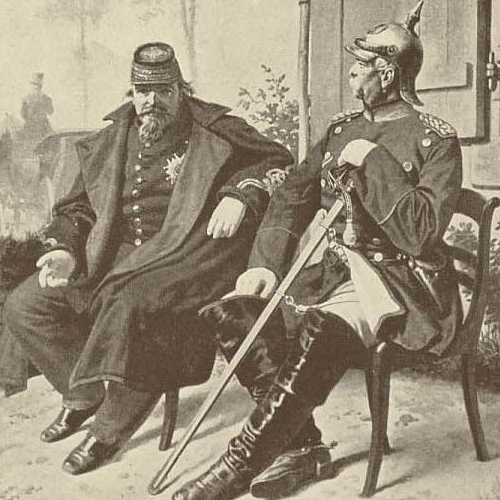
Otto von Bismarck (à direita) com o derrotado Napoleão III da França

Por um acordo em 1562 com os marquês de Hohenzollern, os Bismarcks trocaram Burgstall por Schönhausen e Fischbeck, localizados a leste do rio Elba e anteriormente parte do Arcebispado de Magdeburgo, que também estava sob o domínio de Hohenzollern desde 1513, bem como o antigo secularizado abadia de Krevese. Assim surgiram duas linhagens – os Bismarcks de Schönhausen e os de Crevese. Ambas as linhas se dividiram em dois ramos durante o início do século XVIII, com duas novas casas senhoriais construídas em Schönhausen. A filial de Crevese foi dividida em Crevese-Briest e Döbbelin. A mansão de Briest foi construída recentemente em 1624, a de Döbbelin em 1736. A propriedade de Krevese foi vendida em 1819, e a propriedade de Schönhausen II em 1830. Membros notáveis do ramo Crevese-Briest da família foram Levin Friedrich von Bismarck (1703-1774) e seu filho August Wilhelm von Bismarck (1750-1783), ambos ministros prussianos (da Justiça e das Finanças) sob Frederico, o Grande. Georg von Bismarck, general alemão durante a Segunda Guerra Mundial, também pertencia a esse ramo. 
Em 1815, o membro mais notável da família Junker prussiana, Otto von Bismarck, nasceu na mansão de Schönhausen I. Como primeiro-ministro da Prússia desde 1862, ele ganhou o título comital (Graf) de Bismarck-Schönhausen em 1865 e o título de príncipe hereditário de Fürst von Bismarck após a Guerra Franco-Prussiana em 1871, seguida pela Proclamação do Império Alemão em 18 de janeiro de 1871. Ele serviu como primeiro chanceler da Alemanha até 1890. Em 1871, foi-lhe concedida a floresta de Sachsenwald, perto de Hamburgo, pelas suas realizações, nomeadamente pela Unificação da Alemanha. Ele fixou residência no Castelo de Friedrichsruh, em Sachsenwald. Hoje, a área florestal ascende a cerca de 6.000 hectares, dos quais cerca de metade ainda pertence à Casa de Bismarck. A mansão em Friedrichsruh foi destruída em um ataque da RAF em 1945 e reconstruída após a Segunda Guerra Mundial. As outras propriedades do Príncipe Otto, sua mansão natal Schönhausen I, a mansão de Schönhausen II, que ele recebeu como uma doação da nação alemã em 1885, bem como a propriedade de Varzin (hoje Warcino, Polônia) na Transpomerânia, foram expropriadas. em 1945, como resultado da tomada do poder pelos comunistas na Alemanha Oriental e da expulsão dos alemães das províncias prussianas anexadas pela Polônia. 

Brasão de Armas Principescas de Otto von Bismarck

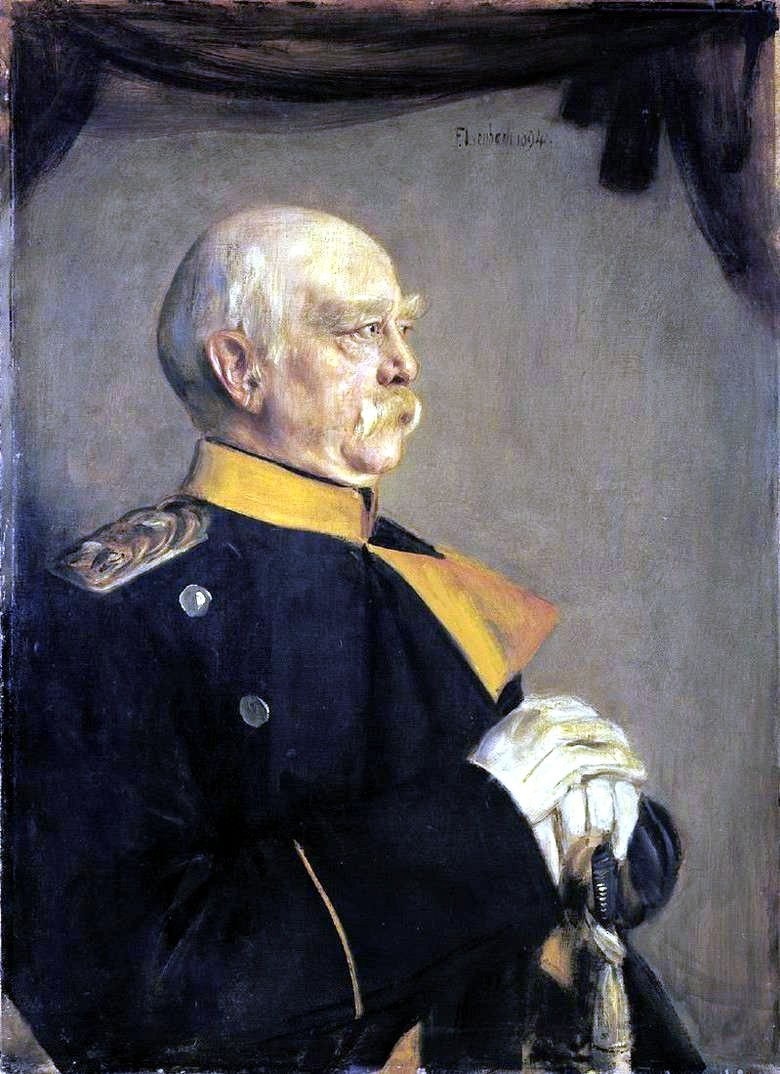
Otto von Bismarck, pintado por Franz von Lenbach, 1894

Vários outros ramos da família também perderam suas posses ancestrais desta forma, entre eles os ramos de Briest e Döbbelin, bem como os condes von Bismarck-Bohlen perto de Karlsburg, que foram elevados à categoria de condes em 1818. As propriedades de Briest e Döbbelin foram ambas recompradas por dois ramos familiares respectivos após a reunificação alemã de 1990.
O filho mais velho de Otto, Herbert, Príncipe von Bismarck, serviu a seu pai como Secretário de Relações Exteriores entre 1886 e 1890, enquanto o filho mais novo, Conde Wilhelm von Bismarck-Schönhausen, foi membro do Reichstag e presidente da Regência da Província de Hanover. Ambos renunciaram aos seus cargos depois que seu pai foi demitido do cargo de Chanceler da Alemanha em 1890. Guilherme posteriormente aceitou a nomeação como Governador da Prússia Oriental em 1894. O filho mais velho de Herbert, Otto Christian Archibald, Príncipe von Bismarck (1897-1975), tornou-se diplomata e mais tarde membro do Bundestag, enquanto o filho mais novo, Gottfried (1901-1949), foi membro do Reichstag. O atual príncipe, Carl-Eduard von Bismarck, também é ex-membro do Bundestag. 
Dois navios da Marinha Imperial Alemã (Kaiserliche Marine), bem como um navio de guerra da Segunda Guerra Mundial, receberam o nome de Otto von Bismarck. Também foram nomeados em sua homenagem o Mar de Bismarck e o Arquipélago de Bismarck (ambos próximos à antiga colônia alemã da Nova Guiné), além de diversos locais dos Estados Unidos, entre eles Bismarck, Dakota do Norte, capital do estado.

## Galeria
| {{{caption}}}                                                                          |
| Schönhausen I, Altmark, local de nascimento e residência parental de Otto von Bismarck |

| {{{caption}}}  |
| Schönhausen II |

| {{{caption}}}                                                                           |
| Friedrichsruh, O Castelo Velho (destruído em 1945), local da morte de Otto von Bismarck |

| {{{caption}}}                                            |
| Varzin, Transpomerânia, propriedade de Otto von Bismarck |

| {{{caption}}}                                         |
| Döbbelin, Altmark (propriedade da família desde 1344) |

| {{{caption}}}                                       |
| Briest, Altmark (propriedade da família desde 1345) |